# Belleek
Belleek (Béal Leice in gaelico irlandese che significa "imboccatura dei lastroni") è un villaggio del Fermanagh, contea tradizionale dell'Irlanda Nord, nel Regno Unito. Belleek è situata a stretto ridosso del confine con la Repubblica d'Irlanda, formato dal fiume Erne che passa accanto all'abitato. La vicinanza con la vicina contea, il Donegal, è talmente immediata che parte dell'abitato fa parte dell'altra nazione, mentre tante guide turistiche del Donegal, pur specificando si tratti di una località del Fermanagh, la indicano come un'attrazione della contea per la facilità di accesso da Ballyshannon. Per queste caratteristiche Belleek è di fatto il villaggio più occidentale dell'Irlanda del Nord e dell'intero Regno Unito. 
La popolazione è di circa 836 abitanti secondo il censimento 2001. A livello distrettuale, Belleek fa parte del Fermanagh District Council.
Belleek è una vivace market town servita da numerosi pub, negozi, ristoranti ed un hotel. Ha un discreto richiamo turistico per la vicinanza al Lough Erne e soprattutto per la sua celebre porcellana prodotta dalla Belleek Pottery, la più antica attività di ceramica in Irlanda. La presenza di numerosi laghi, del Lough Erne e del fiume Erne offre inoltre numerose opportunità per gli amanti della pesca e delle attività lacustri. Il canale che collega l'Erne allo Shannon consente infine anche di poter esplorare il cuore di tutto l'isola l'Irlanda con crociere organizzate.
La più alta temperatura mai registrata in Nord Irlanda da the Met Office, di 30,8 °C, è stata rilevata a Knockarevan, una zona rurale di Belleek, il 30 giugno 1976.